# آلو ایرلاینز
آلو ایرلاینز (به انگلیسی: Aluu Airlines) یک شرکت هواپیمایی است که در تاریخ ۱ ژانویه ۲۰۱۵ میلادی تأسیس‌شده و دفتر مرکزی آن در گرینلند واقع شده‌است و به ۵ مقصد در گرینلند، ایسلند و دانمارک پرواز مستقیم انجام می‌دهد.

## مقصدهای پروازی
دانمارک
- کپنهاگ - فرودگاه کپنهاگ هنوز اعلام نشده

 گرینلند
- ایلولیسات - فرودگاه ایلولیست هنوز اعلام نشده"
- Kangerlussuaq - فرودگاه کانگرلوسواک هنوز اعلام نشده
- نوک (گرینلند) - فرودگاه نوک هنوز اعلام نشده

 ایسلند
- ریکیاویک - فرودگاه بین‌المللی کفلاویک هنوز اعلام نشده[۲]